# Wimbledon-mesterskabet i damedouble 2023
Wimbledon-mesterskabet i damedouble 2023 var den 100. turnering om Wimbledon-mesterskabet i damedouble. Turneringen var en del af Wimbledon-mesterskaberne 2023, og kampene med deltagelse af 64 par blev spillet i perioden 6. - 16. juli 2023 i All England Lawn Tennis and Croquet Club i London, Storbritannien.
Mesterskabet blev vundet af useedede Hsieh Su-Wei og Barbora Strýcová, som i finalen besejrede tredjeseedede Storm Hunter og Elise Mertens med 7-5, 6-4 i en kamp, der blev spillet på Centre Court med skydetaget lukket. De to vindere havde tre måneder tidligere gjort comeback til professionel tennis efter længere tids fravær. Strýcová havde holdt over to års pause, hvor hun bl.a. i efteråret 2021 havde født sønnen Vincent, mens Hsieh havde misset hele sæsonen i 2022, og de to 37-årige kvinder med en samlet alder på 74 år var den ældste duo i en grand slam-finale i damedouble, idet de overgik Liezel Huber og Lisa Raymond, der var henholdsvis 35 og 38 år, da de vandt US Open-mesterskabet i 2011.
Det var Hsieh Su-Weis fjerde og Barbora Strýcovás anden Wimbledon-triumf i damedouble, og parret havde tidligere vundet titlen som makkere i 2019. Hsieh vandt sin sjette grand slam-titel i damedouble i karrieren og den anden i træk, eftersom hun også havde vundet French Open tidligere på året med Wang Xinyu som makker. Strýcová vandt sin anden grand slam-titel i damedouble – begge titler vundet ved Wimbledon sammen med Hsieh Su-Wei. For begge spillere var det den 32. turneringssejr på WTA Tour-niveau i deres respektive karrierer, og det var deres 10. WTA-titel som makkere. Barbora Strýcová havde tidligere annonceret, at det var hendes sidste Wimbledon-deltagelse, eftersom hun planlagde at stoppe karrieren efter US Open 2023.
Elise Mertens var i Wimbledon-finalen for tredje år i træk, og det var andet år i træk, at hun måtte forlade slutkampen i taberens rolle, efter at hun i 2021 havde vundet titlen med Hsieh Su-Wei som makker. Storm Hunter var i sin første grand slam-finale i damedouble.
De forsvarende mestre, Barbora Krejčíková og Kateřina Siniaková, var førsteseedede men måtte trække sig efter at Krejčíková pådrog sig en skade i venstre ben i en kamp mod Mirra Andrejeva i anden runde af singleturneringen.
Siden Ruslands invasion af Ukraine i begyndelsen af 2022 havde tennissportens styrende organer, WTA, ATP, ITF og de fire grand slam-turneringer, tilladt, at spillere fra Rusland og Hviderusland fortsat kunne deltage i grand slam-turneringer samt turneringer på ATP Tour og WTA Tour, men de kunne ikke stille op under landenes navne eller flag, og spillerne fra de to lande deltog derfor i turneringen under neutralt flag.

## Pengepræmier og ranglistepoint
Den samlede præmiesum til spillerne i damedouble androg £ 2.582.000 (ekskl. per diem), hvilket var en stigning på 10,7 % i forhold til året før og på 12,7 % i forhold til 2019, der var det seneste mesterskab, der blev afviklet uden modifikationer som følge af COVID-19-pandemien.
| Resultat               | Pengepræmier | Pengepræmier | Ændring ift. 2022 | WTA-point |
| Resultat               | Pr. par      | Total        | Ændring ift. 2022 | WTA-point |
| ---------------------- | ------------ | ------------ | ----------------- | --------- |
| Vindere (1)            | £ 600.000    | £ 600.000    | +11,1 %           | 2.000     |
| Finalister (1)         | £ 300.000    | £ 300.000    | +11,1 %           | 1.300     |
| Semifinalister (2)     | £ 150.000    | £ 300.000    | +11,1 %           | 780       |
| Kvartfinalister (4)    | £ 75.000     | £ 300.000    | +11,9 %           | 430       |
| Tabere i 3. runde (8)  | £ 36.250     | £ 290.000    | +9,8 %            | 240       |
| Tabere i 2. runde (16) | £ 22.000     | £ 352.000    | +10,0 %           | 130       |
| Tabere i 1. runde (32) | £ 13.750     | £ 440.000    | +10,0 %           | 10        |
| Samlet præmiesum       | -            | £ 2.582.000  | +10,7 %           | -         |

## Turnering

### Deltagere
Turneringen havde deltagelse af 64 par, der var fordelt på:
- 58 direkte kvalificerede par i form af deres ranglisteplacering i double.
- 6 par, der havde modtaget et wildcard (markeret med WC).

#### Seedede spillere
De 16 bedst placerede af deltagerne på WTA's verdensrangliste pr. 26. juni 2023 blev seedet:
| Seedning | Rang. | Spillere                                | Resultat       |
| -------- | ----- | --------------------------------------- | -------------- |
| 1        | 3     | Barbora Krejčiková Kateřina Siniaková   | Meldte afbud   |
| 2        | 7     | Coco Gauff Jessica Pegula               | Tredje runde   |
| 3        | 13    | Storm Hunter Elise Mertens              | Finalister     |
| 4        | 17    | Nicole Melichar-Martinez Ellen Perez    | Første runde   |
| 5        | 24    | Desirae Krawczyk Demi Schuurs           | Anden runde    |
| 6        | 26    | Leylah Fernandez Taylor Townsend        | Anden runde    |
| 7        | 34    | Ljudmyla Kitjenok Jeļena Ostapenko      | Første runde   |
| 8        | 37    | Shuko Aoyama Ena Shibahara              | Første runde   |
| 9        | 50    | Veronika Kudermetova Ljudmila Samsonova | Meldte afbud   |
| 10       | 51    | Asia Muhammad Giuliana Olmos            | Første runde   |
| 11       | 51    | Anna Danilina Xu Yifan                  | Første runde   |
| 12       | 56    | Chan Hao-Ching Latisha Chan             | Anden runde    |
| 13       | 63    | Miyu Kato Aldila Sutjiadi               | Tredje runde   |
| 14       | 65    | Viktorija Azarenka Beatriz Haddad Maia  | Anden runde    |
| 15       | 66    | Marta Kostjuk Elena-Gabriela Ruse       | Anden runde    |
| 16       | 77    | Caroline Dolehide Zhang Shuai           | Semifinalister |

#### Wildcards
Seks par modtog et wildcard til turneringen.
| Spillere                               | Resultat        |
| -------------------------------------- | --------------- |
| Emily Appleton Jodie Burrage           | Første runde    |
| Naiktha Bains Maia Lumsden             | Kvartfinalister |
| Freya Christie Ali Collins             | Første runde    |
| Harriet Dart Heather Watson            | Anden runde     |
| Danielle Collins Alison Riske-Amritraj | Første runde    |
| Makenna Jones Sloane Stephens          | Første runde    |

### Resultater

#### Kvartfinaler, semifinaler og finale
| Caroline Dolehide |
| Zhang Shuai       |

| Oksana Kalasjnikova |
| Iryna Sjymanovitj   |

| Caroline Dolehide |
| Zhang Shuai       |

| Storm Hunter  |
| Elise Mertens |

| Storm Hunter  |
| Elise Mertens |

| Naiktha Bains |
| Maia Lumsden  |

| Storm Hunter  |
| Elise Mertens |

| Caroline Garcia |
| Luisa Stefani   |

| Hsieh Su-Wei     |
| Barbora Strýcová |

| Hsieh Su-Wei     |
| Barbora Strýcová |

| Hsieh Su-Wei     |
| Barbora Strýcová |

| Marie Bouzková      |
| Sara Sorribes Tormo |

| Marie Bouzková      |
| Sara Sorribes Tormo |

| Laura Siegemund |
| Vera Zvonarjova |

#### Første, anden og tredje runde
| Ysaline Bonaventure |
| Maryna Zanevska     |

| Wu Fang-Hsien |
| Zhu Lin       |

| Wu Fang-Hsien |
| Zhu Lin       |

| Kateryna Baindl |
| Daria Saville   |

| Kateryna Baindl |
| Daria Saville   |

| Anna-Lena Friedsam |
| Mayar Sherif       |

| Wu Fang-Hsien |
| Zhu Lin       |

| Jasmine Paolini  |
| Martina Trevisan |

| Caroline Dolehide |
| Zhang Shuai       |

| Eri Hozumi      |
| Rebeka Masarova |

| Eri Hozumi      |
| Rebeka Masarova |

| Emma Navarro |
| Ingrid Neel  |

| Caroline Dolehide |
| Zhang Shuai       |

| Caroline Dolehide |
| Zhang Shuai       |

| Ingrid Gamarra Martins |
| Lidzija Marozava       |

| Alicia Barnett  |
| Olivia Nicholls |

| Ingrid Gamarra Martins |
| Lidzija Marozava       |

| Danielle Collins      |
| Alison Riske-Amritraj |

| Ana Bogdan         |
| Jaqueline Cristian |

| Ana Bogdan         |
| Jaqueline Cristian |

| Ingrid Gamarra Martins |
| Lidzija Marozava       |

| Ulrikke Eikeri    |
| Aleksandra Panova |

| Oksana Kalasjnikova |
| Iryna Sjymanovitj   |

| Linda Fruhvirtová |
| Julija Putintseva |

| Ulrikke Eikeri    |
| Aleksandra Panova |

| Oksana Kalasjnikova |
| Iryna Sjymanovitj   |

| Oksana Kalasjnikova |
| Iryna Sjymanovitj   |

| Shuko Aoyama  |
| Ena Shibahara |

| Storm Hunter  |
| Elise Mertens |

| Nadija Kitjenok |
| Alicja Rosolska |

| Storm Hunter  |
| Elise Mertens |

| Alexa Guarachi |
| Erin Routliffe |

| Irina-Camelia Begu |
| Anhelina Kalinina  |

| Irina-Camelia Begu |
| Anhelina Kalinina  |

| Storm Hunter  |
| Elise Mertens |

| Sara Errani   |
| Julia Grabher |

| Miriam Kolodziejová |
| Markéta Vondroušová |

| Miriam Kolodziejová |
| Markéta Vondroušová |

| Miriam Kolodziejová |
| Markéta Vondroušová |

| Rebecca Peterson    |
| Anna K. Schmiedlová |

| Marta Kostjuk       |
| Elena-Gabriela Ruse |

| Marta Kostjuk       |
| Elena-Gabriela Ruse |

| Anna Danilina |
| Xu Yifan      |

| Naiktha Bains |
| Maia Lumsden  |

| Naiktha Bains |
| Maia Lumsden  |

| Magda Linette |
| Bernarda Pera |

| Magda Linette |
| Bernarda Pera |

| Tatjana Maria   |
| Katarzyna Piter |

| Naiktha Bains |
| Maia Lumsden  |

| Monica Niculescu |
| Nadia Podoroska  |

| Viktória Hrunčáková |
| Tereza Mihalíková   |

| Viktória Hrunčáková |
| Tereza Mihalíková   |

| Viktória Hrunčáková |
| Tereza Mihalíková   |

| Harriet Dart   |
| Heather Watson |

| Harriet Dart   |
| Heather Watson |

| Ljudmyla Kitjenok |
| Jeļena Ostapenko  |

| Leylah Fernandez |
| Taylor Townsend  |

| Alycia Parks   |
| Peyton Stearns |

| Leylah Fernandez |
| Taylor Townsend  |

| Ashlyn Krueger |
| Caty McNally   |

| Caroline Garcia |
| Luisa Stefani   |

| Caroline Garcia |
| Luisa Stefani   |

| Caroline Garcia |
| Luisa Stefani   |

| Gabriela Dabrowski |
| Aleksandra Krunić  |

| Tímea Babos      |
| Kirsten Flipkens |

| Lauren Davis         |
| Rosalie van der Hoek |

| Lauren Davis         |
| Rosalie van der Hoek |

| Tímea Babos      |
| Kirsten Flipkens |

| Tímea Babos      |
| Kirsten Flipkens |

| Asia Muhammad  |
| Giuliana Olmos |

| Miyu Kato       |
| Aldila Sutjiadi |

| Lucia Bronzetti  |
| Viktorija Tomova |

| Miyu Kato       |
| Aldila Sutjiadi |

| Emily Appleton |
| Jodie Burrage  |

| Jana Sizikova        |
| Kimberley Zimmermann |

| Jana Sizikova        |
| Kimberley Zimmermann |

| Miyu Kato       |
| Aldila Sutjiadi |

| Hsieh Su-Wei     |
| Barbora Strýcová |

| Hsieh Su-Wei     |
| Barbora Strýcová |

| Anna Blinkova    |
| Varvara Gratjeva |

| Hsieh Su-Wei     |
| Barbora Strýcová |

| Jekaterina Aleksandrova |
| Yang Zhaoxuan           |

| Jekaterina Aleksandrova |
| Yang Zhaoxuan           |

| Nicole Melichar-Martinez |
| Ellen Perez              |

| Desirae Krawczyk |
| Demi Schuurs     |

| Natela Dzalamidze  |
| Sabrina Santamaria |

| Desirae Krawczyk |
| Demi Schuurs     |

| Anna Bondár  |
| Greet Minnen |

| Anna Bondár  |
| Greet Minnen |

| Makenna Jones   |
| Sloane Stephens |

| Anna Bondár  |
| Greet Minnen |

| Linda Nosková |
| Wang Xiyu     |

| Marie Bouzková      |
| Sara Sorribes Tormo |

| Marie Bouzková      |
| Sara Sorribes Tormo |

| Marie Bouzková      |
| Sara Sorribes Tormo |

| Sophie Chang   |
| Angela Kulikov |

| Chan Hao-Ching |
| Latisha Chan   |

| Chan Hao-Ching |
| Latisha Chan   |

| Viktorija Azarenka  |
| Beatriz Haddad Maia |

| Cristina Bucșa  |
| Makoto Ninomiya |

| Viktorija Azarenka  |
| Beatriz Haddad Maia |

| Laura Siegemund |
| Vera Zvonarjova |

| Laura Siegemund |
| Vera Zvonarjova |

| Tereza Martincová |
| Donna Vekić       |

| Laura Siegemund |
| Vera Zvonarjova |

| Anastasia Dețiuc |
| Andrea Gámiz     |

| Coco Gauff     |
| Jessica Pegula |

| Freya Christie |
| Ali Collins    |

| Anastasia Dețiuc |
| Andrea Gámiz     |

| Kamilla Rakhimova     |
| Aljaksandra Sasnovitj |

| Coco Gauff     |
| Jessica Pegula |

| Coco Gauff     |
| Jessica Pegula |